# Секира (филм)
Секира (енгл. Hatchet) је амерички слешер хорор филм из 2006. године, редитеља и сценаристе Адама Грина са Џоелом Муром, Тамаром Фелдман, Кејном Ходером, Робертом Инглундом, Ричардом Рилом и Тонијем Тодом у ансамблски подељеним главним улогама. Филм је рађен по узору на слешере из периода 1980-их, као што су Петак тринаести, Спаљивање и Дан дипломирања.
Лик главног негативца, Виктора Кровлија, тумачи Кејн Ходер, који је претходно постао познат по улози Џејсона Ворхиса у филмовима Петак тринаести 7: Нова крв (1988), Петак тринаести 8: Џејсон осваја Менхетн (1989), Петак тринаести 9: Џејсон иде у пакао (1993) и Петак тринаести 10: Џејсон икс (2001). Поред Ходера, Роберт Инглунд се прославио улогом Фредија Кругера у 8 филмова из серијала Страва у Улици брестова, а Тони Тод улогом Кендимена у истоименом филмском серијалу.
Филм је премијерно приказан на Филмском фестивалу Трајбека, 27. априла 2006, док је широј јавности приказан тек након годину и по дана, у септембру 2007. Добио је помешане критике и није успео да оствари комерцијални успех. Упркос томе, изродио је три наставка и серију стрипова.

## Радња
Група туриста обилази мочвару у Њу Орлеансу, за коју годинама круже гласине да је уклета. Према легенди, сваког ко уђе у мочвару прогониће дух Виктора Кровлија. Он је рођен са тешким деформитетима и ретком болешћу, због чега су га сви злостављали док је био дете. Његов отац, Томас Кровли, одлучио је да га сакрије како би га заштитио. Једне ноћи, група тинејџера испалила је ватромете ка кући Кровлијевих, у којој је био само Виктор. То је проузроковало пожар. Томас је убрзо стигао и у покушају да развали врата, ударио секиром у главу Виктора који је стајао иза њих, и тако га убио. Од те ноћи, дух Виктора Кровлија убија сваког ко се приближи његовој кући.

## Улоге
| Глумац            | Улога                         |
| ----------------- | ----------------------------- |
| Џоел Дејвид Мур   | Бен Шефер                     |
| Тамара Фелдман    | Мерибет Данстон               |
| Кејн Ходер        | Виктор Кровли                 |
| Дион Ричмонд      | Маркус                        |
| Мерседес Макнаб   | Мисти Порше Купер             |
| Пери Шен          | Шон                           |
| Роберт Инглунд    | Сампсон Данстон               |
| Тони Тод          | Велечасни Зомби               |
| Џоел Мари         | Семјуел М. Барет / Даг Шапиро |
| Ричард Рил        | Џим Перматео                  |
| Џоли Фјораванти   | Џена                          |
| Патрика Дарбо     | Шенон Перматео                |
| Џошуа Леонард     | Ејнсли Данстон                |
| Џон Карл Бихлер   | Џек Крекер                    |
| Рилија Вандербилт | млади Виктор Кровли           |